# Kumiho
Le kumiho (gumiho) est une créature qui apparaît dans les contes et légendes de Corée. Selon d'anciens mythes du folklore chinois, un renard qui vit mille ans se transforme en un kumiho, à l'instar de ses homologues japonais, vietnamien (Hồ ly tinh) et chinois. Il acquiert alors, entre autres, le pouvoir de se transformer en belle femme pour séduire des hommes, et ce dans le but de manger leur foie ou leur cœur (selon la légende). Il existe de nombreux contes dans lesquels le kumiho apparaît. Un certain nombre d'entre eux se retrouvent dans l'encyclopédique Abrégé de la littérature orale coréenne (한국 구비문학 대계).

## Caractéristiques
Originaire de différents mythes chinois remontant à plusieurs siècles avant son apparition dans la mythologie coréenne, le kumiho partage de nombreuses similitudes avec ses homologues issus des autres régions. Concernant sa localisation, il est fait mention, dans le Classique des Montagnes et des Mers, d'un renard à neuf queues qui résiderait dans une zone appelée Qingqiu (靑丘).  
Le kumiho et les autres versions de renards à neuf queues émanant du folklore chinois possèdent tous, peu ou prou, une origine mythologique semblable : ces esprits seraient le produit d'une grande longévité ou d'une accumulation d'énergie, d'où l'idée selon laquelle un renard qui a vécu pendant 1000 ans deviendrait un kumiho. Ce dernier fait leur octroierait par ailleurs le pouvoir de se transformer. Aussi, généralement, choisissent-ils d'apparaître sous les traits d'une femme.  
Toutefois, alors que le huli jing et le bake-kitsune sont souvent représentés avec des traits moraux ambigus, le kumiho est presque toujours traité comme une figure maléfique, qui se repaît de chair humaine. Il est difficile de savoir à partir de quand les Coréens ont commencé à considérer le kumiho comme une pure créature maléfique, dans la mesure où de nombreux textes anciens chinois mentionnent de bienveillants kumiho aidant des humains (voire font mention de mauvais humains qui abusent de gentils mais naïfs kumiho). Plus tard dans la littérature, les kumiho ont été souvent représentés comme de sanguinaires créatures assoiffées de sang, mi-renard, mi-humain, qui errent la nuit dans des cimetières en quête de cœurs humains à déterrer. Le conte de fée La Sœur du Renard relate l'histoire d'un esprit renard profitant d'une famille pour obtenir leur foie. Toutefois, le Gyuwon Sahwa propose une description du kumiho qui en fait un esprit de renard bénéfique, tenant un livre dans sa bouche. Sachant que ce texte date très probablement de 1675, certaines personnes proposent que ce serait l'occupation japonaise en Corée qui aurait influencé négativement l'image du kumiho. Néanmoins, les renards ont souvent eu une connotation négative, particulièrement durant la dynastie Koryo (Shin Don, par exemple, était comparé à un vieux renard du fait de son amour des femmes et de la boisson alors que c'était un moine bouddhiste) ce qui suggère que deux  points de vue différents ont coexisté dans l'ancienne Corée. On retrouve dans le Grand Recueil de l'ère de la Grande Paix l'affirmation selon laquelle le royaume de Silla adorait les renards comme des êtres sacrés. 
La caractéristique la plus distinctive qui sépare le kumiho de ses deux homologues (kitsune et huli jing) est l'existence du "yeowu guseul" (여우구슬, littéralement la perle/bille du renard) qui serait constituée de connaissance. Selon la mythologie coréenne, le yeowu guseul serait la source du pouvoir du kumiho, ainsi qu'une source de connaissance (et d'intelligence) pour les humains, à condition qu'ils parviennent à la voler et à l'avaler. En effet, grâce à cette perle, le kumiho peut absorber l'énergie des hommes. Pour ce faire, à la manière d'un baiser profond, le kumiho envoie le yeowu guseul dans la bouche de la personne, puis le reprend avec la langue. Mais si cette personne avale le yeowu guseul, et parvient alors à observer « le ciel, la terre, et les gens », chaque contemplation octroiera à l'observateur des connaissances surnaturelles. Toutefois, dans la plupart des contes, le personnage ne parvient pas à regarder le "ciel" : aussi obtient-il une capacité spéciale, mais qui n'est pas de loin la plus importante possible.
Bien que le kumiho soit capable de changer son apparence, il reste toujours quelque chose en lui qui rappelle le renard ; son aspect extérieur change, mais sa nature reste la même.
- Dans La Transformation du Kumiho (구미호의 변신, Kumihoeui byeosin), un kumiho prend exactement l’apparence de la mariée à l’occasion d’une noce. La mère de la jeune femme elle-même est incapable de voir la différence. Le kumiho n’est découvert qu’au moment où ses vêtements lui sont enlevés.

- Bak Munsu et le Kumiho (박문수와 구미호, Bakmunsuwa Kumiho) relate une rencontre que Bak Munsu fait avec une fille qui vit seule dans les bois, et dont l’apparence fait penser au renard.

- Dans La Jeune fille qui reconnut un kumiho grâce à une poésie chinoise (하시로 구미호를 아라낸 처녀, Hasiro Kumihoreul ari jeonyeo), le kumiho est en fin de compte découvert quand un chien de chasse reconnaît le renard à son odeur et l’attaque. Bien qu'il soit traditionnellement présenté comme une femme quand il se transforme en être humain, dans ce conte, c’est en jeune homme que le kumiho se métamorphose ; il essaye alors de tromper la jeune fille pour qu’elle l’épouse. Mais cela reste le seul cas de transformation masculine.

- Dans Un Bâton magique qui tue le renard, un homme voit un kumiho se transformer en vieille femme. Il la poursuit et va la tuer en frappant avec son bâton. Retransformée en kumiho, il dit qu'il a pu la reconnaître car son bâton est magique et peut détecter les kumiho en tremblant. Il le vend très cher à un homme,[pas clair] et ce dernier va aller tuer une fille qu'il croit être un kumiho (nerveux, il a lui-même tremblé et fait secouer le bâton), fouille son corps pour trouver sa queue mais il finit par se faire lyncher pour son crime, ne se rendant compte que tard de s'être fait berner. Ces « renardes » sont donc de redoutables sorcières  qui, sous la forme de séductrices d'une élégance vertigineuse, peuvent conduire un homme, un clan, un empire à leur perte avant d'aller retrouver leur fourrure rousse et le silence nocturne des bois.

Un peu comme pour les loups-garous ou les vampires en Occident, de nombreuses variations au sujet du mythe du kumiho existe, et dépendent des libertés prises dans chaque récit se basant sur cette légende. Par exemple, l'une des versions du mythe rapporte qu'avec suffisamment de volonté, un kumiho peut se quitter son état de yokwe (monstre), pour devenir définitivement un homme et ainsi se défaire de sa nature maléfique. Les explications concernant ce procédé varient, mais comprennent parfois des aspects comme s'abstenir de tuer ou de consommer de la chair (humaine) durant 1000 jours, ou encore obtenir un Yeouiju (aussi appelé cintamani, une pierre précieuse réalisant les vœux dans la tradition bouddhiste) et s'assurer que celle-ci voit la pleine lune au moins tous les mois durant cette épreuve. Contrairement aux dragons coréens porteurs de Yeouiju, les kumiho n'étaient pas perçus comme omnipotents ou capables de créer par leur volonté, car il s'agit de créatures moindres.

## Représentations modernes
- Cette créature est reprise dans des dramas coréens modernes, comme Ma petite amie est un gumiho (en) (내 여자친구는 구미호) sorti en 2010.
- Dans la série télévisée américaine Lovecraft Country, il est dévoilé dans l'épisode six que le personnage de Ji-Ah (Jamie Chung) est un Kumiho.
- Dans le jeu League of Legends, le champion Ahri est inspiré du Kumiho.